# Dekanat uzdowski
Dekanat uzdowski – jeden z dwunastu dekanatów wchodzących w skład eparchii mołodeczańskiej Egzarchatu Białoruskiego Patriarchatu Moskiewskiego.

## Parafie w dekanacie
- Parafia Opieki Matki Bożej w Chotlanach
  - Cerkiew Opieki Matki Bożej w Chotlanach
- Parafia św. Anny w Ciepleniu
  - Cerkiew św. Anny w Ciepleniu
- Parafia św. Proroka Eliasza w Dzieszczence
  - Cerkiew św. Proroka Eliasza w Dzieszczence
- Parafia Świętych Piotra i Pawła w Jeziorze
  - Cerkiew Świętych Piotra i Pawła w Jeziorze
- Parafia św. Mikołaja Cudotwórcy w Mohilnie
  - Cerkiew św. Mikołaja Cudotwórcy w Mohilnie
- Parafia Świętych Piotra i Pawła w Uździe
  - Cerkiew Świętych Piotra i Pawła w Uździe

## Galeria

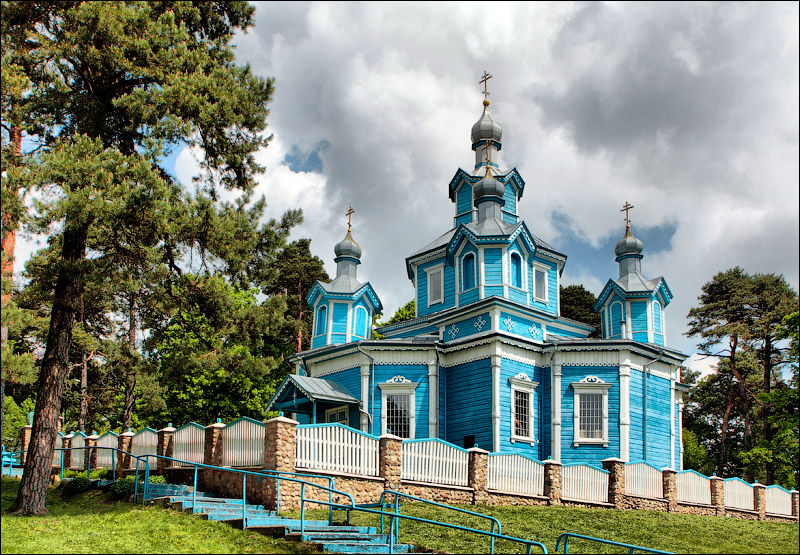
Cerkiew Opieki Matki Bożej w Chotlanach (przed pożarem)
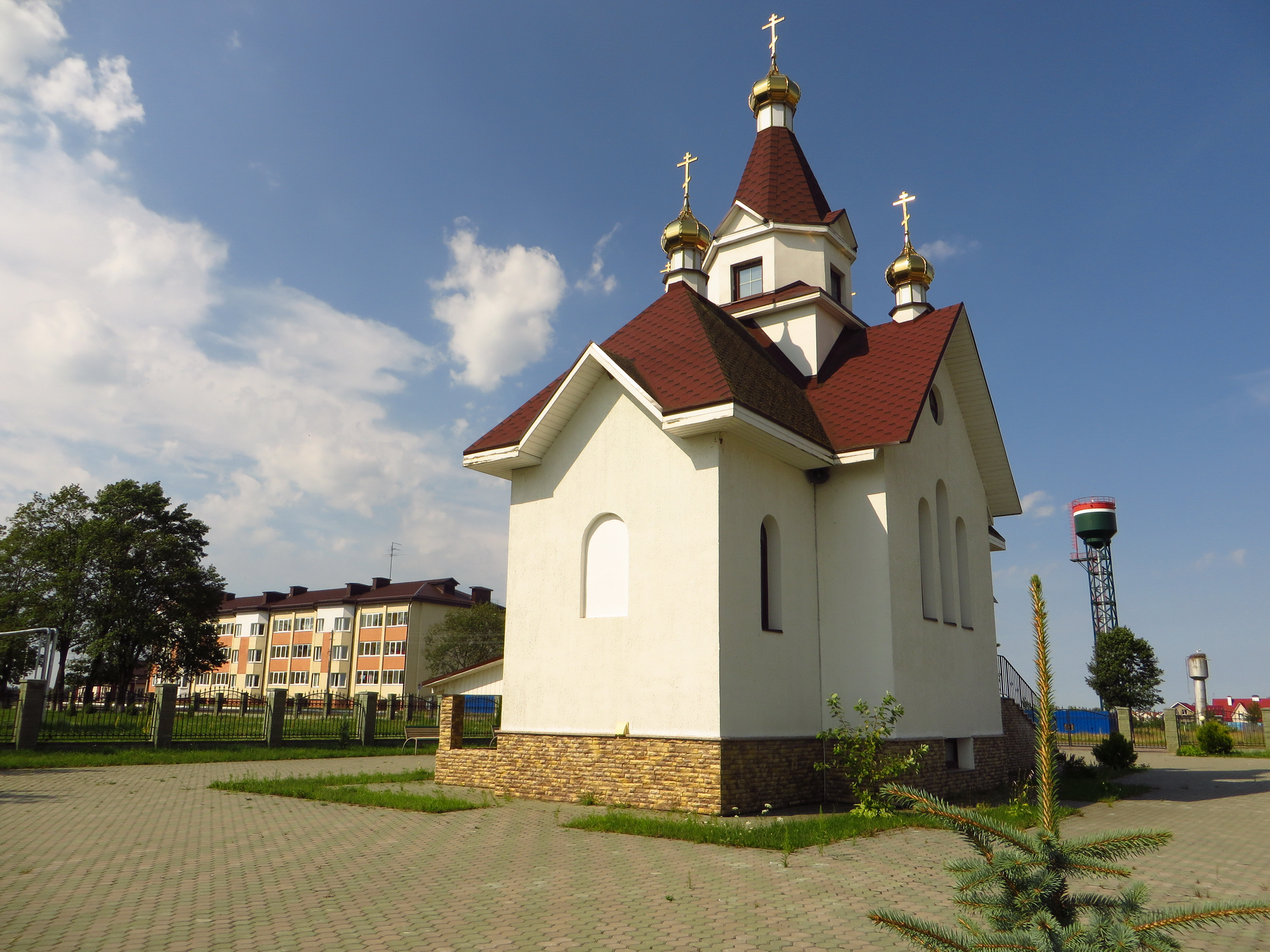
Cerkiew św. Anny w Ciepleniu
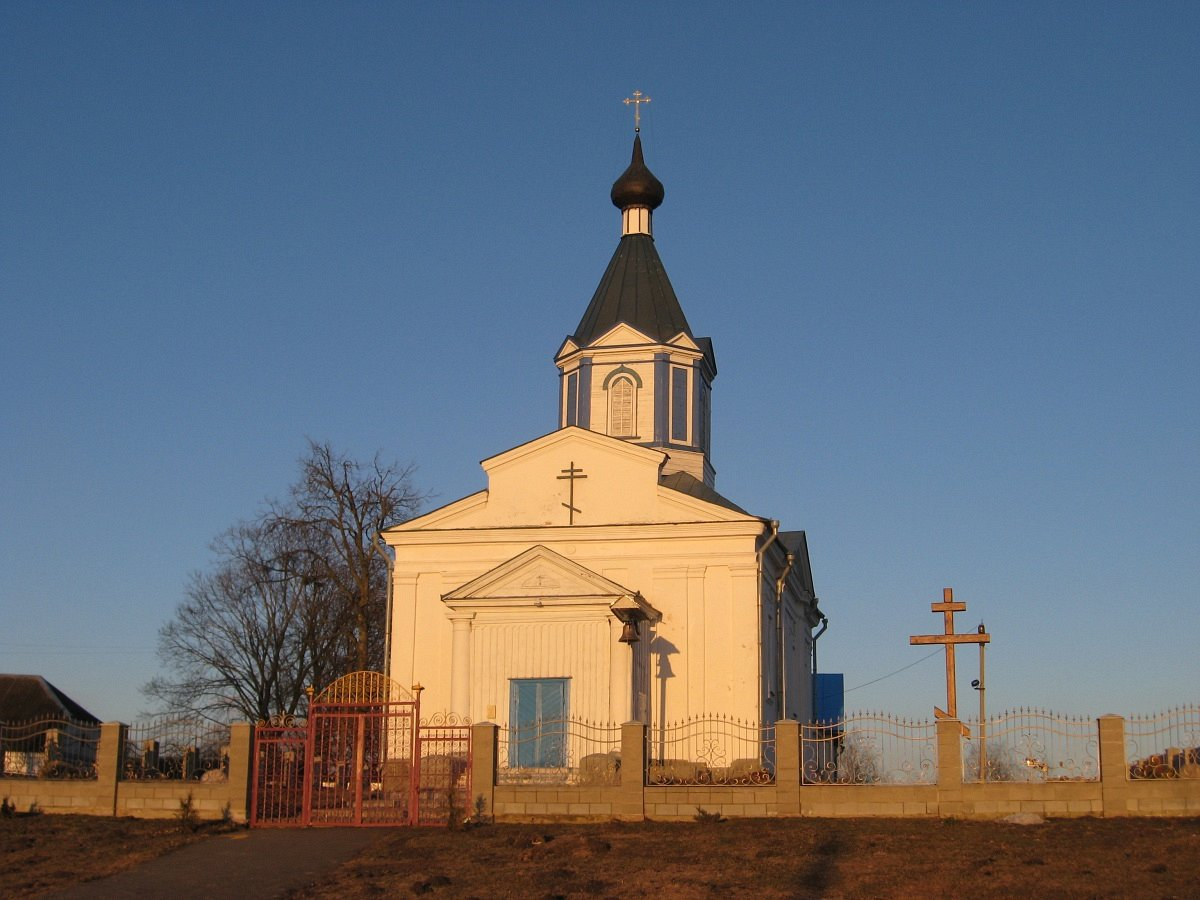
Cerkiew Świętych Piotra i Pawła w Jeziorze
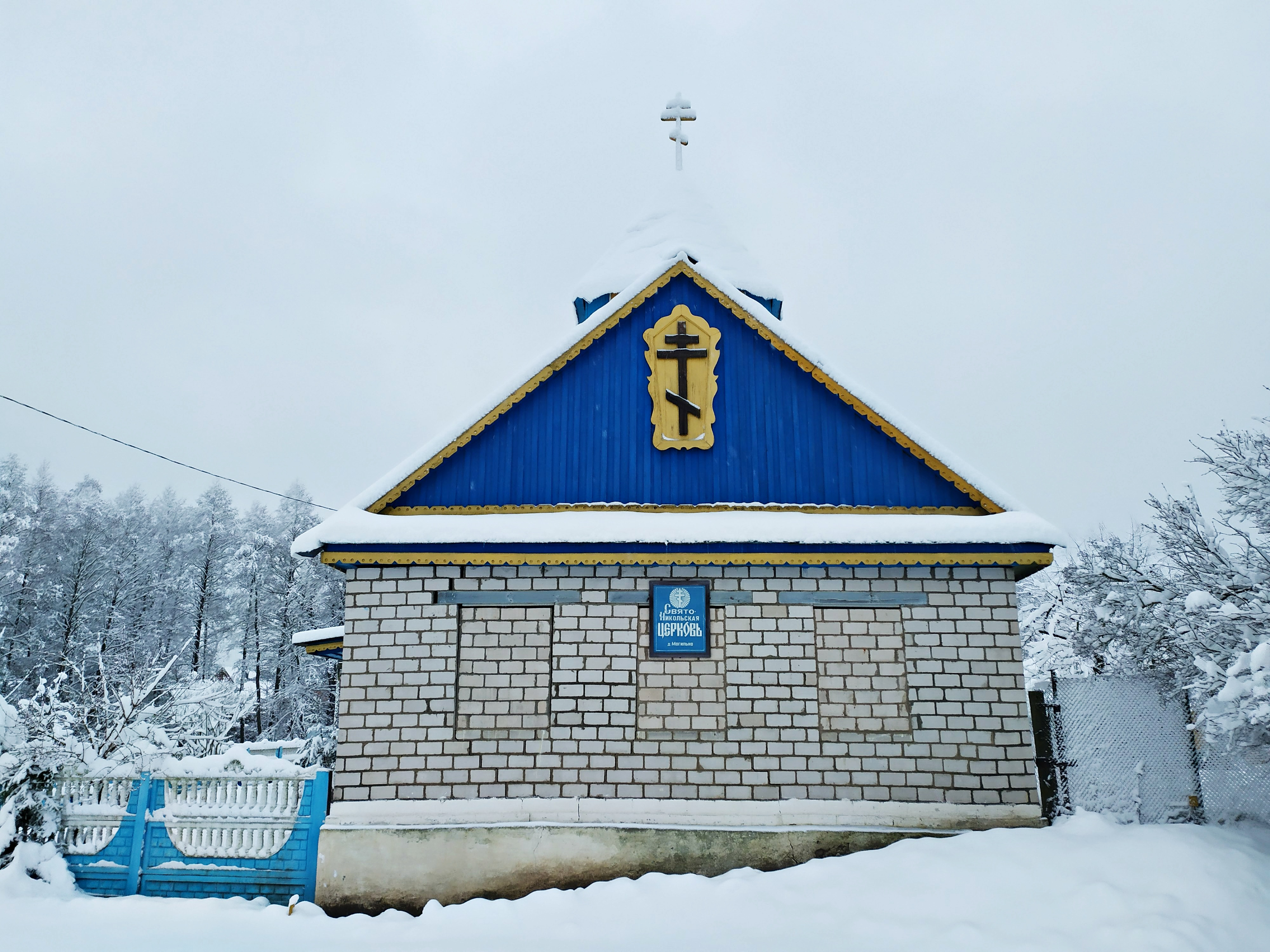
Cerkiew św. Mikołaja Cudotwórcy w Mogilnie